# Sarah K. Elfreth
Sarah Kelly Elfreth, née le 9 septembre 1988, est une femme politique américaine, représentante du Maryland à la Chambre des représentants des États-Unis depuis 2025.
Née et élevée dans le New Jersey, Elfreth déménage dans le Maryland pour étudier les sciences politiques à l'université de Towson et obtient ensuite un MPP de l'université Johns-Hopkins. Elle s'implique dans la politique du Maryland alors qu'elle fréquente Towson. Après avoir obtenu son diplôme, Elfreth déménage à Annapolis, où elle se présente avec succès au Sénat du Maryland en 2018, battant son adversaire républicain et ancien délégué d'État Ron George (en) aux élections générales. Elle est réélue en 2022. Son district englobe la moitié inférieure du comté d'Anne Arundel, y compris la capitale de l'État, Annapolis.
Elfreth remporte la primaire démocrate contre 21 concurrents lors des élections à la Chambre des représentants des États-Unis dans le troisième district du Maryland, puis bat le candidat républicain lors de l'élection générale. Elle prête serment le 3 janvier 2025.

## Jeunesse et éducation
Elfreth est née et a grandi à Barrington, dans le New Jersey, où son beau-père travaille comme ingénieur de locomotive et sa mère comme agent de probation. Elle est diplômée de Haddon Heights High School en 2006, et fréquente l'université de Towson, où elle obtient son baccalauréat ès arts en sciences politiques en 2010 et soumer une thèse sur la façon dont la participation des étudiants aux conseils d'administration peut les rendre plus efficaces. En 2012, Elfreth obtient sa maîtrise en politique publique de l'université Johns-Hopkins, où elle travaille comme assistante de recherche au Bureau des affaires gouvernementales et communautaires de 2010 à 2012. Elfreth est professeure adjointe au Honors College de l'université Towson.

## Carrière politique
Elfreth devient active en politique alors qu'elle fréquente l'université de Towson, lorsqu'elle s'implique dans le gouvernement étudiant et commence à se rendre à Annapolis pour faire pression sur l'Assemblée générale du Maryland. En 2009, le gouverneur du Maryland, Martin O'Malley, nomme Elfreth au poste de membre étudiant du conseil d'administration du système universitaire. Elle ne s'implique dans la politique électorale qu'au cours de sa dernière année à Towson, après avoir entendu un discours de l'ancienne gouverneure du Vermont, Madeleine Kunin. Elle travaille brièvement au bureau du chef de file de la minorité à la Chambre des représentants, Steny Hoyer, avant de travailler comme directrice des affaires gouvernementales à l'Aquarium national de Baltimore.
Après avoir déménagé à Annapolis, Elfreth s'implique dans la politique locale, devenant membre de l'Association des résidents du quartier 1 et siégeant au Club démocrate du district 30, et se portant volontaire pour les campagnes de plusieurs responsables démocrates locaux. En juin 2017, elle se présente comme candidate au Sénat du Maryland, cherchant à succéder au sénateur d'État John Astle (en), qui n'a pas cherché à être réélu pour se présenter à la mairie d'Annapolis. Lors des primaires démocrates, elle se présente sur une liste avec le président de la Chambre des représentants, Michael E. Busch (en), qu'elle citera plus tard comme son mentor politique. Elfreth est élue au Sénat du Maryland avec 53,8 % des voix contre l'ancien délégué d'État Ron George.

### Sénat du Maryland

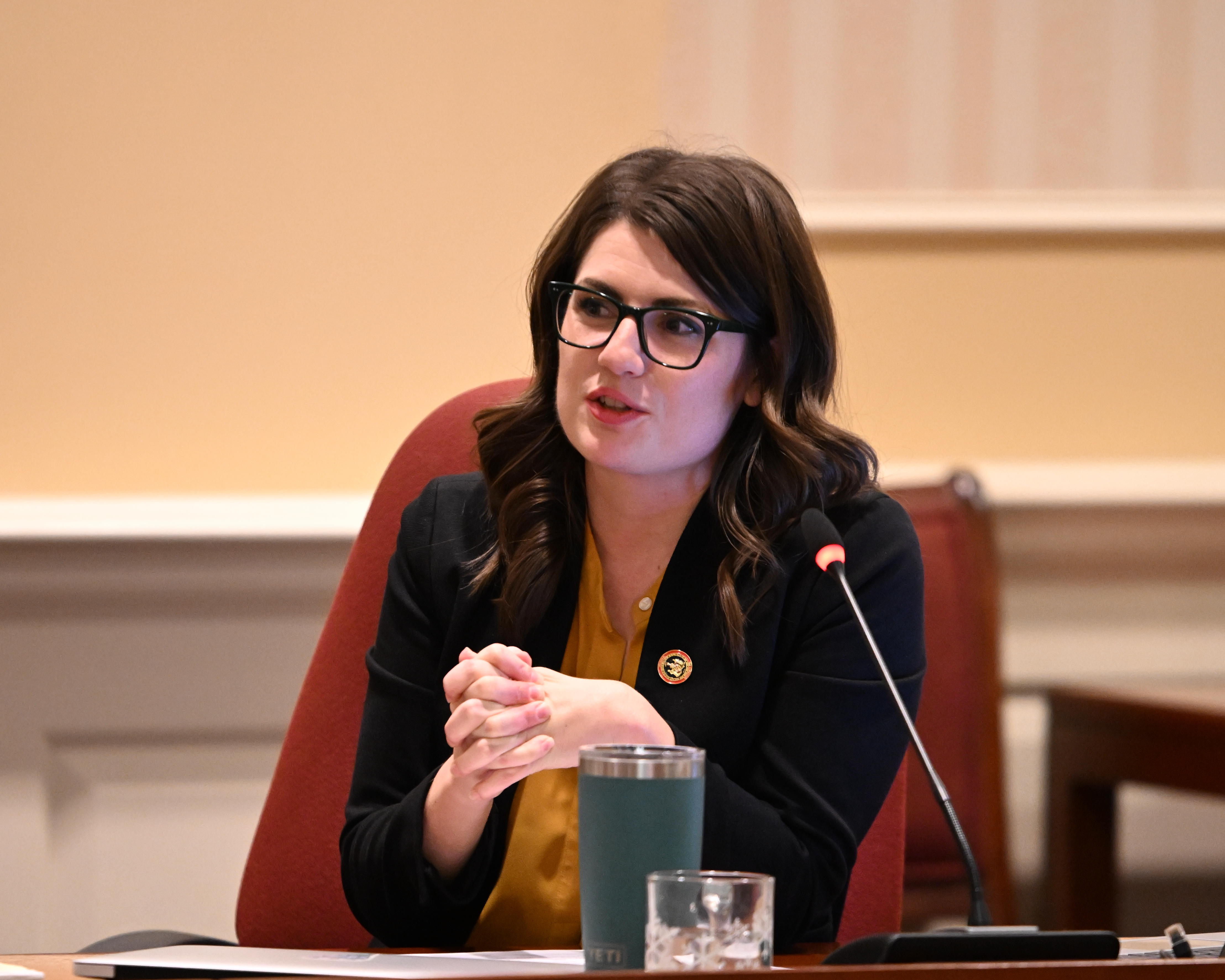
Elfreth au Comité du budget et de la fiscalité, 2023

Elfreth prête serment au Sénat du Maryland le 9 janvier 2019. Elle est actuellement la plus jeune femme à avoir jamais siégé au Sénat du Maryland,. Elfreth est membre du Comité du budget et de la fiscalité, notamment en tant que présidente de son sous-comité des pensions et de la sécurité publique, des transports et de l'environnement et en tant que membre de son sous-comité du budget d'investissement, et est présidente du Comité mixte sur les zones critiques de la baie de Chesapeake et de la côte atlantique et du sous-comité mixte sur le programme de préservation des espaces ouverts et des terres agricoles. Elle est considérée comme l'une des membres les plus productives de la législature, ayant adopté 84 projets de loi au cours de son mandat, soit plus que tout autre législateur au cours de cette période.
Elfreth est déléguée générale aux conventions nationales démocrates de 2020 et 2024. En mai 2024, elle avait prévu de faire campagne pour Joe Biden en Pennsylvanie lors de l'élection présidentielle.
En 2022, Elfreth est présidente du Conseil exécutif de Chesapeake,.

### Campagne électorale pour le Congrès de 2024
Le 4 novembre 2023, Elfreth annonce qu'elle se présentera à la Chambre des représentants des États-Unis dans le troisième district du Maryland pour succéder à John Sarbanes, qui a annoncé sa retraite une semaine auparavant.
Au cours des primaires démocrates, qui se transforment en une course à trois entre Elfreth, Clarence Lam (en) et Harry Dunn (en),, Elfreth fait campagne sur les questions environnementales, le droit à l'avortement et les soins de santé,, et reçoit le soutien des sénateurs américains Barbara Mikulski et Ben Cardin, et de plusieurs législateurs du comté d'Anne Arundel,,.
Elfreth est la seule candidate dans la course à s'être montrée ouverte à l'acceptation de contributions de campagne de la part de comités d'action politique d'entreprise, affirmant qu'elle accepterait des dons de sociétés du district, et reçoit plus de 4 millions de dollars de soutien du super PAC United Democracy Project de l'AIPAC. Elfreth défend le soutien de sa campagne auprès de l'AIPAC en affirmant qu'elle n'a pas sollicité ce soutien et qu'elle soutiendrait la réforme du financement de campagne si elle était élue au Congrès, faisant référence à la loi Sarbanes For the People Act (en). Les contributions de l'AIPAC, ainsi que le million de dollars de contributions qu'elle reçoit de ses partisans, permettent à sa campagne de combler l'écart de collecte de fonds entre elle et Dunn, qui avait collecté 4 millions de dollars au cours de sa campagne.
Elfreth remporte la primaire démocrate le 14 mai 2024, et bat le candidat républicain Rob Steinberger lors de l'élection générale du 5 novembre 2024. Lorsqu'elle démissionnera pour prendre ses fonctions à la Chambre des représentants des États-Unis, le Comité central démocrate du comté d'Anne Arundel sera chargé de nommer quelqu'un pour servir le reste du mandat d'Elfreth au Sénat du Maryland. Les délégués d'État Dana Jones et Shaneka Henson auraient exprimé leur intérêt à se présenter pour succéder à Elfreth.

## Positions politiques

### Criminalité et maintien de l'ordre
Au cours de la session législative de 2021, Elfreth vote pour le Maryland Police Accountability Act et soutient un amendement républicain infructueux au projet de loi qui obligerait les forces de l'ordre à conserver un enregistrement des commentaires positifs de la communauté.
Lors du débat sur un projet de loi visant à donner au procureur général du Maryland le pouvoir de poursuite dans les décès impliquant la police en 2023, Elfreth vote en faveur d'amendements qui permettraient aux procureurs des États de décider d'abord de poursuivre une affaire, puis de nommer un directeur de la division des enquêtes. Les deux amendements sont rejetés lors de votes largement partisans.
En juin 2023, à la suite d'une fusillade à Annapolis qui fait trois morts et trois autres blessés, Elfreth assiste à une veillée pour honorer les victimes de l'attaque et soutient les appels à la responsabilité des législateurs de l'État.

### Éducation
Au cours de son mandat en tant que membre étudiante du conseil d'administration du système universitaire du Maryland, Elfreth vote contre une augmentation de trois pour cent des frais de scolarité et se prononce en faveur du gel des frais de scolarité de quatre ans du gouverneur Martin O'Malley. Elle vote également pour une résolution recommandant de ne pas adopter de politique sur les films pornographiques après la projection de Pirates 2 : La Vengeance de Stagnetti à l'université du Maryland, College Park.
Au cours de la session législative de 2019, Elfreth présent eun projet de loi visant à élargir la composition du conseil des régents et à mettre en œuvre des réformes de surveillance supplémentaires. Le projet de loi est adopté à l’unanimité par les deux chambres et est promulgué par le gouverneur Hogan le 30 avril 2019.
Au cours de sa campagne au Congrès de 2024, elle fait campagne pour les candidats aux conseils scolaires se présentant contre des candidats soutenus par Moms for Liberty (en), affirmant qu'elle considérait la « menace que Moms for Liberty représente pour nos conseils scolaires comme l'une des plus grandes menaces pour la démocratie ». En octobre 2024, après que The Baltimore Banner a rapporté que le candidat au conseil scolaire du comté d'Anne Arundel, Chuck Yocum, avait des antécédents d'accusations d'abus sexuels sur mineurs découlant de son poste d'enseignant à la Northeast High School, Elfreth appelle Yocum à abandonner la course au conseil scolaire.

### Réforme électorale et éthique
Au cours de la session législative de 2021, Elfreth présente un projet de loi visant à créer un « Bureau de l'inclusion numérique » au sein du Département du logement et du développement communautaire du Maryland. Le projet de loi est adopté et promulgué par le gouverneur Hogan le 13 avril 2021. Elle présente également un projet de loi qui obligerait la Commission de l'État pour la justice environnementale et les communautés durables à « refléter la diversité raciale, de genre, ethnique et géographique de l'État ». Le projet est adopté et devient loi le 30 mai 2021.
Également en 2021, Elfreth présente le « Student and Military Voter Empowerment Act », qui obligerait les établissements d'enseignement supérieur à créer des sites Web pour fournir aux étudiants des informations sur le vote et permettre aux membres de l'armée de s'inscrire pour voter en utilisant leur carte d'accès commune du Département  de la Défense. Le projet de loi et adopté et devient loi sans la signature du gouverneur Larry Hogan le 30 mai 2021,.
Lors du débat sur un projet de loi qui permettrait au Conseil des élections de l'État du Maryland de comptabiliser les bulletins de vote par correspondance avant le jour du scrutin en 2022, Elfreth est l'une des deux sénateurs démocrates de l'État à voter pour un amendement républicain qui aurait limité les gens à récupérer et à livrer seulement 10 bulletins de vote pour d'autres électeurs.

### Environnement

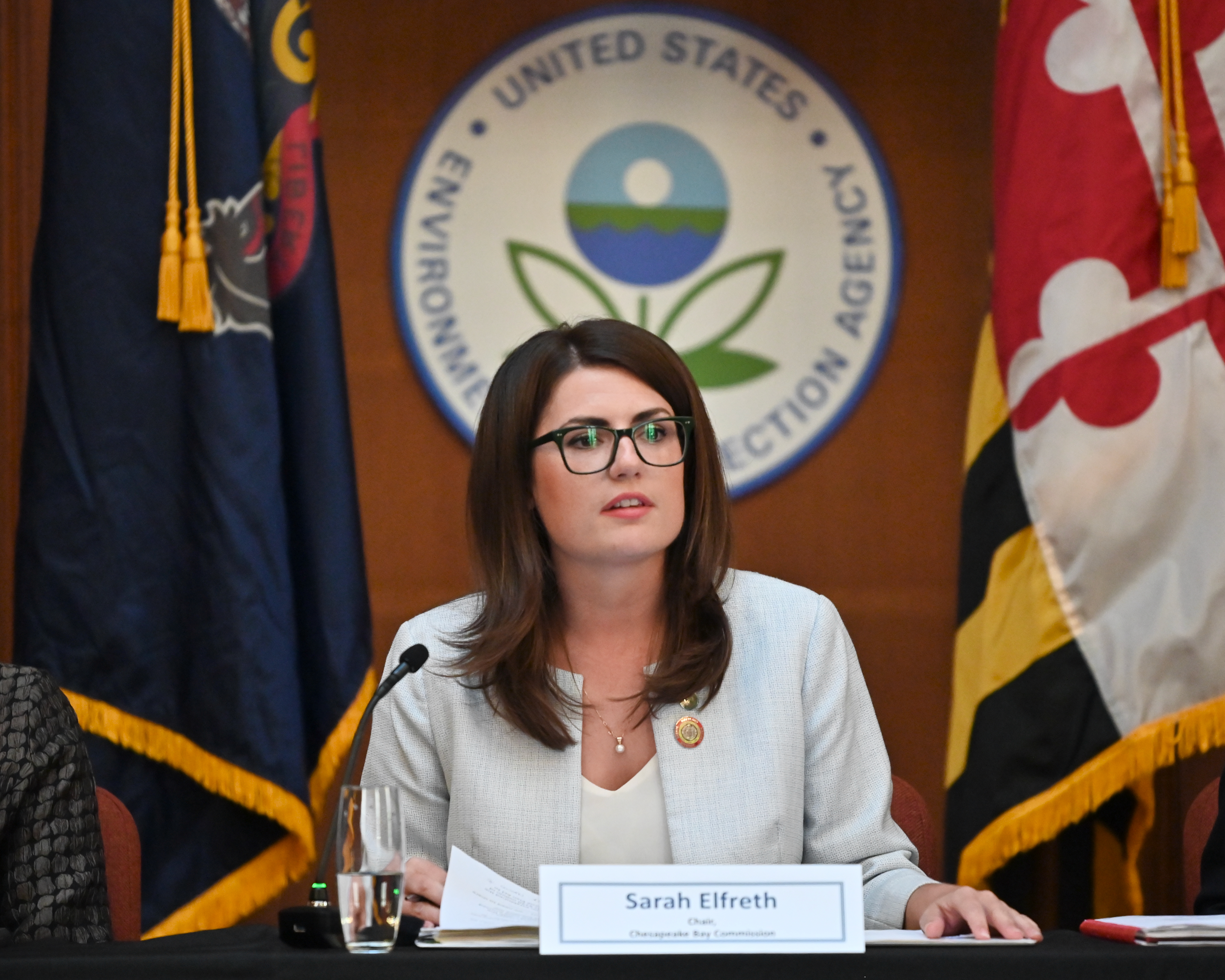
Elfreth à la présidence du Conseil exécutif de Chesapeake, 2022.

Au cours de la session législative de 2020, Elfreth propose une loi permettant aux juridictions de créer des autorités de résilience pour financer de grands projets d'infrastructure liés à l'élévation du niveau de la mer, aux inondations nuisibles et à l'érosion. Elle coparraine également une législation visant à élargir le rôle du public dans les projets de réhabilitation du pont de la baie de Chesapeake.
Au cours de la session législative de 2021, Elfreth présente divers projets de loi environnementaux, notamment :
- Projet de loi 62, qui créerait le poste de responsable de la résilience au sein de l'Agence de gestion des urgences du Maryland.
- Projet de loi 319, qui élargirait le programme de prêts pour l'énergie propre de l'État pour inclure des projets d'efficacité hydrique, des projets d'assainissement de l'environnement et des projets de résilience climatique.
- Projet de loi 119, qui créerait un fonds pour réduire la pollution dans les voies navigables du Maryland.
- Projet de loi 195, qui obligerait le Maryland à adopter des alternatives plus sûres en matière de mousse anti-incendie et à interdire les produits chimiques PFAS dans les emballages alimentaires.

Au cours de la session législative de 2022, elle présente un projet de loi qui obligerait le Maryland State Retirement and Pensions System à prendre en compte le changement climatique comme un facteur financier lors de la prise de décisions d'investissement. Le projet de loi est adopté et devient loi le 9 avril 2022,.
En 2023, Elfreth présente un projet de loi visant à établir un Fonds d'État de rétablissement après catastrophe pour aider les juridictions à se remettre des catastrophes naturelles. Le projet de loi est adopté et signé par le gouverneur Wes Moore,.
Au cours de la session législative de 2024, Elfreth est l'une des trois sénateurs à voter contre un projet de loi visant à assouplir les restrictions concernant les générateurs de secours pour les centres de données du Maryland.

### Politique sur les armes à feu
En juin 2023, Elfreth se prononce en faveur de la loi sur la sécurité des armes à feu, qui augmente les exigences et les frais pour obtenir un permis de port d'armes de poing et limité les endroits où les propriétaires d'armes à feu pouvaient porter leurs armes. Au cours de la session législative de 2024, elle présente un projet de loi visant à prélever une taxe d'accise de onze pour cent sur les ventes d'armes à feu afin de financer le système de traumatologie de l'État.

### Israël
Elfreth soutient une solution à deux États au conflit israélo-palestinien et s'oppose à la conditionnalité de l'aide américaine à Israël, affirmant qu'elle pensait que « toutes les nations ont la responsabilité de soutenir l'aide humanitaire à la région comme seul moyen d'entamer le très long chemin vers une solution pacifique à deux États ». Au cours de sa campagne électorale au Congrès en 2024, elle soutient un cessez-le-feu permanent dans la guerre entre Israël et le Hamas, conditionné au retour des otages détenus par le Hamas et à la fourniture d'une aide humanitaire supplémentaire, mais critique les résolutions étatiques et locales « déséquilibrées et nuancées » appelant à un cessez-le-feu. Elle exprime également des inquiétudes concernant certaines déclarations publiques du Premier ministre israélien Benyamin Netanyahou pendant la guerre, mais déclare que les conversations sur le leadership et la gouvernance d'Israël devraient être traitées en privé entre ce pays et les États-Unis.
Elfreth se rend en Israël pour la première fois en juillet 2023, visitant des lieux tels qu'une batterie du Dôme de fer, la Cisjordanie, des sites religieux et un tunnel du Hezbollah à la frontière libanaise. Elle rencontre un responsable de l'Autorité nationale palestinienne lors de sa visite, après quoi elle exprime ses inquiétudes concernant « certains propos » utilisés par le responsable et une réponse évasive sur l'échec de l'autorité à organiser des élections dans la région.
Elfreth soutient un amendement introduit par le sénateur américain Chris Van Hollen qui conditionnerait l'aide étrangère américaine au respect par un pays du droit international, bien qu'un porte-parole ait clarifié sa conviction « qu'Israël agit en accord avec ces lois » et ait réitéré plus tard qu'elle ne soutiendrait que l'obligation faite aux pays de se conformer aux conditions existantes plutôt que l'établissement de nouvelles conditions.

### Soins de santé
En juin 2024, Elfreth signe un engagement Maryland Healthcare for All pour soutenir la législation visant à prolonger les prestations de santé prévues par la loi sur la réduction de l'inflation au-delà de 2025.

### Politique nationale
Elfreth condamne l'attaque du Capitole des États-Unis du 6 janvier, affirmant que ceux qui ont participé à l'attaque devraient être qualifiés de terroristes.

### Congé parental
Au cours de la session législative de 2020, Elfreth présente un projet de loi visant à offrir aux travailleurs du Maryland jusqu'à 12 semaines de congé parental, financé par une taxe sur les salaires partagée à parts égales entre le travailleur et l'employeur.

### Questions sociales
Elfreth soutient le droit à l’avortement, décrivant l’accès aux services d’avortement comme une question d’économie,. Au cours de la session législative de 2024, elle présente un projet de loi visant à fournir aux cliniques d'avortement du Maryland des subventions de 500 000 $ pour les infrastructures de sécurité physique.
Au cours de la session législative de 2019, Elfreth présente une résolution visant à désigner le 28 juin comme « Journée de la liberté de la presse » en l'honneur des cinq personnes tuées lors de la fusillade du Capital Gazette. Le projet de loi est adopté à l’unanimité et devient loi le 18 avril 2019. En juin 2019, le gouverneur Hogan signe une proclamation déclarant le 28 juin « Journée de la liberté de la presse » dans le Maryland.
Au cours de la session législative de 2021, elle présente un projet de loi visant à donner aux élèves l'accès aux produits menstruels dans les toilettes des écoles. Le projet est adopté et devient loi le 30 mai 2021.
Au cours de la session législative de 2022, Elfreth présente le Great Maryland Outdoors Act, qui augmenterait les effectifs, étendrait les équipements récréatifs et améliorerait l'équité d'accès aux parcs d'État du Maryland. Le projet est adopté et devient loi le 24 avril 2022. Elle présente également le David Perez Military Heroes Act, qui fournit un financement public pour la recherche psychédélique afin d'aider les vétérans militaires souffrant de stress post-traumatique, qui est adopté.
En octobre 2022, après que The Baltimore Banner publie un rapport accusant le directeur du parc d'État de Gunpowder Falls, Michael Browning, d'avoir présidé à un environnement de travail toxique que les hauts responsables du service des parcs n'avaient pas réussi à résoudre malgré la réception de plusieurs plaintes d'employés depuis 2015. Elfreth et le chef de la majorité à la Chambre des représentants, Eric Luedtke (en), écrivent à la secrétaire aux ressources naturelles du Maryland, Jeannie Haddaway-Riccio (en), pour demander un examen indépendant de la gestion des rapports des employés par le ministère des Ressources naturelles du Maryland. Haddaway-Riccio ne répond pas à l'appel des législateurs pour une enquête indépendante dans sa lettre de réponse, affirmant plutôt que la division des ressources humaines du département enquêtait sur les allégations de mauvaise conduite « en consultation avec le Département du budget et de la gestion du Maryland et le Bureau du procureur général » et qu'elle avait pris « les mesures appropriées pour remédier à la situation » en licenciant le directeur adjoint du parc Gunpowder, Dean Hughes et la surintendante du parc d'État, Nita Settina.

### Impôts
En mars 2023, Elfreth est l'une des cinq démocrates à voter en faveur d'un amendement visant à découpler la taxe sur les carburants de l'État de l'inflation. L'amendement est rejeté par le Sénat du Maryland par 20 voix contre 27.